# Agrias micaela
Agrias micaela är en fjärilsart som beskrevs av Biedermann 1928. Agrias micaela ingår i släktet Agrias och familjen praktfjärilar. Inga underarter finns listade i Catalogue of Life.